# Großsteingräber bei Mühlenkamp
Die Großsteingräber bei Mühlenkamp sind zwei bislang nicht näher untersuchte megalithische Grabanlagen der jungsteinzeitlichen Trichterbecherkultur bei Mühlenkamp, einem Ortsteil von Sassen-Trantow im Landkreis Vorpommern-Greifswald (Mecklenburg-Vorpommern). Ihre Existenz wurde erst 1964 bekannt. Friedrich von Hagenow, der in der näheren Umgebung zahlreiche Großsteingräber und Grabhügel aufgenommen hatte, erwähnt diese Anlagen nicht.

## Lage
Grab 1 befindet sich direkt im Ort am Ende der Straße Zur Schwinge. Nur wenige Meter südlich steht ein jungsteinzeitlicher Rillenstein. Grab 2 befindet sich 200 m nordöstlich in einer Baumgruppe auf einem Feld. Die Anlagen von Mühlenkamp sind Teil einer größeren Gruppe von Megalithgräbern, die sich südwestlich von Greifswald zwischen Dargelin im Osten und Düvier im Westen erstreckt. Die westlich bei Schwinge und östlich bei Zarrentin gelegenen Gräber sind heute zerstört. Die nächsten erhaltenen Anlagen sind die 2 km nordöstlich gelegenen Großsteingräber bei Sassen.

## Beschreibung
Bei beiden Anlagen handelt es sich um mit Bäumen bewachsene Hügel. Die Steineinbauten sind nicht näher untersucht. Eine Bestimmung des genauen Grabtyps ist daher nicht möglich.